# Going East
"Going East" jest trzecim w dorobku albumem filadelfijskiego wokalisty - Billy Paula. Wydany został w 1971 roku, będąc pierwszą, katalogową pozycją nowo powstałej wytwórni - Philadelphia International Records. Produkcja płyty powierzona została właścicielom wspomnianego labelu - duetowi - Gumble & Huff.

## Lista utworów
| 1. | "East" - (Kenny Gamble, Leon Huff)                                                       | 6:46  |
|    |                                                                                          |       |
| 2. | "(If You Let Me Make Love To You Then) Why Can't I Touch You?" (Kenny Gamble, Leon Huff) | 2:42  |
|    |                                                                                          |       |
| 3. | "This Is Your Life" - (Kenny Gamble, Leon Huff)                                          | 4:16  |
|    |                                                                                          |       |
| 4. | "Jesus Boy (You Only Look Like A Man)" - (Kenny Gamble, Leon Huff)                       | 4:17  |
|    |                                                                                          |       |
| 5. | "Magic Carpet Ride" - (Kenny Gamble, Leon Huff)                                          | 5:19  |
|    |                                                                                          |       |
| 6. | "I Wish It Were Yesterday" - (Kenny Gamble, Leon Huff)                                   | 3:50  |
|    |                                                                                          |       |
| 7. | "Compared To What" - (Kenny Gamble, Leon Huff)                                           | 5:20  |
|    |                                                                                          |       |
| 8. | "Love Buddies" - (Kenny Gamble, Leon Huff)                                               | 3:40  |
|    |                                                                                          |       |
| 9. | "There's A Small Hotel" - (Kenny Gamble, Leon Huff)                                      | 4:27  |
|    |                                                                                          |       |
|    |                                                                                          | 40:37 |
|    |                                                                                          |       |

## Muzycy
- Billy Paul - Główny wokal oraz chórki
- Norman Harris, Roland Chambers - Gitara
- Eddie Green - Pianino
- Vince Montana - Wibrafon
- Tyrone Brown - Bass
- Norman Farrington - Perkusja
- Tony Williams - Flet, Saksofon
- Robert Crippen - Konga
- Charles Jules, Gerald Roberts - Perkusja
- Don Renaldo - Sekcja smyczków
- Sam Reed - Róg